# The Man and The Journey
The Man and The Journey (zuerst auch The Massed Gadgets of Auximenes – More Furious Madness from Pink Floyd) ist das erste Konzeptwerk der britischen Rockband Pink Floyd, die in den Jahren 1969 und 1970 in Europa aufgeführt wurde. Das Werk wurde nicht als Ganzes im Studio aufgenommen, einzelne Lieder erschienen auf Pink Floyds ersten vier Studioalben.

## Inhalt
In The Man and The Journey wurden alte Lieder sowie Neukompositionen von Pink Floyd verwendet. Unter den neuen Titeln befinden sich auch einige Stücke aus dem Doppelalbum Ummagumma (1969) und dem Soundtrack More (1969).
Teil 1: The Man
In dem etwa 30 Minütigen ersten Teil geht es um einen Tagesablauf eines Arbeiters. Beim Morgen beginnend beschreiben die einzelnen Lieder das Arbeiten, einen Abend, bis hin zu einem Traum.
Das erste Stück, Daybreak (Grantchester Meadows), handelt von einem typischen Morgen und hat eine idyllische Atmosphäre. Work ist dazu ein starker Kontrast. Gilmour und Waters kreieren mit Werkzeugen einen Rhythmus, während Wright Vibraphon spielt. Anschließend kochte die Band auf der Bühne Tee (Teatime), woraufhin das Blues-nahe Stück Afternoon (Biding my Time) gespielt wurde. Es folgt Doing it, welches ein Ausschnitt aus Masons Percussionkomposition The Grand Viziers Garden Party ist. Abschließend für den ersten Teil stellen Sleeping und Nightmare (Cymbaline) den Schlaf dar.
Teil 2: The Journey
Bei dem etwa gleich langen zweiten Teil The Journey handelt es sich um eine nicht genauer definierte Reise. Viele der Stücke wurden unter anderen Namen interpretiert. Careful with That Axe, Eugene nannte man so z. B. Beset by the Creatures of the Deep.
Die Atmosphäre geht zuerst von einer lockeren in eine düstere, experimentellere über, bis am Schluss The End of the Beginning die Stimmung wieder aufhellt.

## Bedeutung
The Man and The Journey ist in einigen Punkten sehr bedeutsam für die Weiterentwicklung der Gruppe. So ist es das erste Konzeptwerk der Gruppe und somit der Vorreiter für die späteren Alben The Dark Side of the Moon (1973), Wish You Were Here (1975), Animals (1977) und The Wall (1979). Außerdem bestehen Teatime und Work zum größten Teil aus Geräuschen von Haushaltsgegenständen. Diese Idee taucht auch später in Alan’s Psychedelic Breakfast und in dem unveröffentlichten Album Household Objects auf.
Die beiden Stücke Green is the Colour und Careful with that Axe, Eugene wurden in diesem Programm erstmals im Zusammenhang gespielt, was in den Folgejahren beibehalten wurde.

## Titel
Hier handelt es sich nur eine beispielhafte Titelliste, wie sie am 17. September 1969 in Amsterdam gespielt wurde. Bei anderen Aufführungen kann die Reihenfolge variieren.
| Nr.                 | Titel bei Konzerten                | Titel bei Veröffentlichung                        | Album                          |
| Teil 1: The Man     | Teil 1: The Man                    | Teil 1: The Man                                   |                                |
| ------------------- | ---------------------------------- | ------------------------------------------------- | ------------------------------ |
| 1.1                 | Daybreak                           | Grantchester Meadows                              | Ummagumma                      |
| 1.2                 | Work                               | Nicht veröffentlicht                              | -                              |
| 1.3                 | Teatime 1                          | Nicht veröffentlicht                              | -                              |
| 1.4                 | Afternoon                          | Biding My Time                                    | Relics                         |
| 1.5                 | Doing it                           | The Grand Viziers Garden Party                    | Ummagumma                      |
| 1.6                 | Sleeping                           | Nicht veröffentlicht                              | -                              |
| 1.7                 | Nightmare                          | Cymbaline                                         | More                           |
| Teil 2: The Journey |                                    |                                                   |                                |
| 2.1                 | The Beginning                      | Green is the Colour                               | More                           |
| 2.2                 | Beset by the Creatures of the Deep | Careful with That Axe, Eugene                     | Single                         |
| 2.3                 | The Narrow Way, Part 3             | The Narrow Way                                    | Ummagumma                      |
| 2.4                 | The Pink Jungle                    | Pow R. Toc H.                                     | The Piper at the Gates of Dawn |
| 2.5                 | Footsteps/Doors                    | Nicht veröffentlicht                              | -                              |
| 2.6                 | Behold the Tempel of Light         | Nicht veröffentlicht                              | -                              |
| 2.7                 | The End of The Beginning           | A Saucerful of Secrets, Part 4 – Celestial Voices | A Saucerful of Secrets         |

## Veröffentlichung
The Man and The Journey wurde nicht als offizielles Studioalbum aufgenommen und ist somit nicht als solches erschienen. Eine Aufnahme für den niederländischen Radiosender VPRO des Konzerts im Concergebouw in Amsterdam am 17. September ist in dem Boxset The Early Years: 1965-1972 erschienen. Diese Aufnahme wurde von manchen Fans genutzt um eine Bootleg-Version von The Man and The Journey zu veröffentlichen.
Als Videomaterial sind Ausschnitte der Proben aus der Royal Festival Hall ebenfalls im oben genannten Boxset enthalten.
Aufführung
The Man and The Journey wurde nur teilweise auf Tourneen interpretiert, die von April 1969 bis Februar 1970 liefen. Die Tourneen besuchten ausschließlich Städte in Europa und begannen in Großbritannien und endeten in Frankreich.

## Besetzung
David Gilmour – Elektrische und akustische Gitarren, Percussion, Gesang
Nick Mason – Schlagzeug, Percussion
Roger Waters – Elektrischer Bass, Akustische Gitarre, Percussion, Gesang
Richard Wright – (Elektrische) Orgeln, Vibraphon, Posaune

## Trivia
Die deutsche Progressive-Rock-Band RPWL veröffentlichte diesen Song-Zyklus 2016 als Live-Album.